# Salix woroschilovii
Salix woroschilovii är en videväxtart som beskrevs av Vyacheslav Yuryevich Barkalov. Salix woroschilovii ingår i släktet viden, och familjen videväxter. Inga underarter finns listade i Catalogue of Life.